# Sphenomorphus nigriventris
Sphenomorphus nigriventris — вид сцинкоподібних ящірок родини сцинкових (Scincidae). Ендемік Нової Гвінеї.

## Поширення і екологія
Sphenomorphus nigriventris мешкають в горах Центрального хребта Нової Гвінеї. Вони живуть у вологих гірських тропічних лісах та на високогірних луках, на висоті понад 1400 м над рівнем моря.